# Корчова
Корчо́ва (пол. Korczowa) — село в Польщі, у гміні Радимно Ярославського повіту Підкарпатського воєводства.
Населення — 591 особа (2011).

## Розташування
Село розташоване поряд із українсько-польським кордоном — пункт пропуску Корчова—Краківець. Оскільки 21 грудня 2007 Польща стала частиною Шенгенської зони, цей кордон став зовнішнім Шенгенським.

## Історія
16 серпня 1945 року Москва підписала й опублікувала офіційно договір з Польщею про встановлення лінії Керзона українсько-польським кордоном. Українці не могли протистояти антиукраїнському терору після Другої світової війни. Частину добровільно-примусово виселили в СРСР (81 особа — 21 родина). Решта українців попала в 1947 році під етнічну чистку під час проведення Операції «Вісла» і була депортована на понімецькі землі у західній та північній частині польської держави, що до 1945 належали Німеччині.
У 1975—1998 роках село належало до Перемишльського воєводства.
У 2006 році в селі нараховувалося 660 жителів.

Митниця Краківець—Корчова

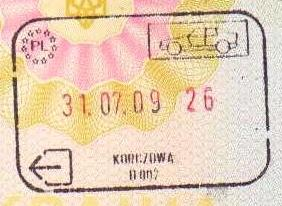
Шенгенський виїзний штамп в пункті пропуску Корчова

## Демографія
Демографічна структура станом на 31 березня 2011 року:
|          | Загалом | Допрацездатний вік | Працездатний вік | Постпрацездатний вік |
| -------- | ------- | ------------------ | ---------------- | -------------------- |
| Чоловіки | 306     | 69                 | 205              | 32                   |
| Жінки    | 285     | 67                 | 152              | 66                   |
| Разом    | 591     | 136                | 357              | 98                   |